# Озирнись у гніві (фільм, 1959)
«Озирнись у гніві» ( англ. «Look Back in Anger») —  британський фільм режисера Тоні Річардсона, знятий за мотивами однойменної п'єси Джона Осборна. Вийшов у прокат на екрани у 1959 році.

## Сюжет
Джиммі Портер — 25-річний чоловік з університетською освітою. У силу життєвих обставин він заробляє на життя дрібною торгівлею на ринку. Разом із своєю дружиною Елісон і другом Кліффом Льюїсом він знімає дві невеликі кімнати  на мансанрдному поверсі в будинку  провінційного містечка Середньої Англії. Незадоволений  побутом і своїм положенням, Джиммі зганяє злість на дружині. Елісон вагітна, але сказати про це чоловікові вона не наважується. Жінку намагається підтримати її подруга — Гелена Чарльз.
Одного разу Елісон не витримує чергових моральних знущань і їде до своїх батьків. Гелена, яка раніше терпіла від Портера багаторазові приниження, зненацька виявляє до нього романтичні почуття і легко погоджується на інтимну близькість. Упродовж декількох місяців їхні відносини мають рівний характер. У містечко ненадовго повертається Елісон і, зустрівши Гелену, повідомляє, що втратила дитину. Джиммі наважується на зустріч із дружиною тільки на вокзалі перед її від'їздом. Фінальна сцена залишає надію на примирення двох людей.

## У ролях
- Річард Бертон — Джиммі Портер
- Мері Юр — Елісон Портер
- Клер Блум — Гелена Чарльз
- Гарі Раймонд — Кліфф Льюїс
- Едіт Еванс — міс (Ма) Таннер
- Дональд Плезенс — торговий інспектор

## Художні особливості
Разом з фільмом «Шлях нагору» картина стала першою в зародженні культури Сполученого королівства напрямку Британська нова хвиля. Так званий «соціальний реалізм», «драматургія побутового життя» віддавали перевагу соціальному протесту як такому, що часто був на шкоду розвитку дій. Автори картини через свого героя (або антигероя) викривають вищі класи, державу, церкву в лицемірстві.
Очевидно, що дійсне джерело гніву Портера не жінка, а суспільно-політична система, яка ніколи не допустить його  розвитку як особистості та максимального потенціалу, тому персонаж Бертона не хоче  навіть спробувати себе в цьому напрямку. Елісон і її батьки у цій ситуації є для Джиммі лише втіленням класового противника,  особливо підкреслене під час її зустрічі з татом — полковником, класичним образом офіцера постколоніальної, «старої» Англії.

## Нагороди
- 1959 рік — Національна рада кінокритиків США включила фільм у п'ятірку найкращих іноземних кінострічок року.
- 1960 рік — номінація на премію «Золотий глобус» за найкращу чоловічу роль у драмі (Річард Бертон).
- 1960 рік — чотири номінації на премію BAFTA: кращий фільм, кращий британський фільм, краща чоловіча роль (Річард Бертон), найкращий сценарій для британського фільму (Найджел Ніл).

## Критика
Фільм не отримав позитивних відгуків критиків. На думку редактора журналу «Ozus’s World Movie Reviews» Дениса Шварца, це пов'язано з тим, що Бертон відверто старий для ролі Джиммі Портера (невідповідність 35-літнього актора 25-літньому персонажу відзначають багато джерел).